# Hother McCormack Hanschell
Hother McCormack Hanschell (auch: Hother McCormick Hanschell, * 1880 in Bridgetown, Barbados; † 2. Dezember 1968 in Oxford) war ein britischer Mediziner und begleitete im Ersten Weltkrieg die Tanganjika-Expedition unter Geoffrey Basil Spicer Simson.

## Leben
Hanschell war ein Sohn des Gründers einer Handelsfirma in Barbados und wurde zu seiner Ausbildung nach England geschickt, wo er zunächst das Malvern College besuchte und 1907 am St Bartholomew’s Hospital in London sein Diplom erreichte. Danach kehrte er nach Barbados zurück und war in Bridgetown als Hafenarzt tätig, ehe er 1908 wieder nach London reiste und seine wissenschaftliche Karriere fortsetzte. Ab 1911 war er leitender Dozent an der London School of Tropical Medicine. Er gehörte einer Kommission an, die sich 1913/14 mit dem Gelbfieber an der Goldküste beschäftigte, und diente während des Ersten Weltkriegs in der Royal Navy. Von 1915 bis 1917 begleitete er als ärztlicher Offizier die „Tanganyika Naval Expedition“, die die beiden Boote Mimi und Toutou zum Tanganjikasee transportieren und dort die deutsche Flotte unschädlich machen sollte. Für diesen Einsatz erhielt er das Distinguished Service Cross. 1919 wurde er demobilisiert, von 1920 bis 1950 arbeitete er am Connaught Hospital, dem späteren Albert Dock Hospital. Dort leitete er während des Zweiten Weltkrieges den Notfallservice.
Hanschell war Vizepräsident der Royal Society of Tropical Medicine and Hygiene und Präsident der Medical Society for the Study of Veneral Diseases. Auch in der Seamen’s Hospital Society spielte er eine wichtige Rolle. Zu Hanschells Forschungsgebieten gehörten die Pseudo-Syphilis und das Lymphogranuloma venereum, für das er einen Hauttest entwickelte.
Hanschell verbrachte seinen Lebensabend in Oxford. Kurz vor seinem Tod wurde er von dem Marinehistoriker Peter Shankland interviewt. Diese Gespräche bildeten eine wichtige Quelle für Shanklands Werk The Phantom Flotilla. Der Arzt ist außerdem eine der Hauptfiguren in den Büchern Die wahre Geschichte der African Queen von Giles Foden und Eine Frage der Zeit von Alex Capus.